# Amyrea
- Commons
- Wikispecies

Amyrea Leandri  é um género botânico pertencente à família Euphorbiaceae.

## Espécies
Composto por onze espécies:
| - Amyrea celastroides - Amyrea eucleoides - Amyrea gracillima - Amyrea grandifolia - Amyrea humberti - Amyrea lancifolia | - Amyrea maprouneifolia - Amyrea myrtifolia - Amyrea remotiflora - Amyrea sambiranensis - Amyrea stenocarpa |